# Sypiając z wrogiem
Sypiając z wrogiem – amerykański thriller psychologiczny z 1991 roku w reżyserii Josepha Rubena, oparty na powieści Nancy Price z 1987 roku, o takim samym tytule.

## Opis fabuły
Od trzech lat Laura (Julia Roberts) i Martin (Patrick Bergin) wydają się doskonałym małżeństwem. Mieszkają w luksusowej willi nad oceanem. Ale Laura prowadzi podwójne życie: przed mężem udaje szczęśliwą kobietę, ale w rzeczywistości czeka tylko na okazję, by uciec od niego z powodu jego napadów przemocy i zazdrości.
Szczegółowo przygotowała swoją ucieczkę i udało jej się "zniknąć". Oficjalnie jest martwa. Pod przybranym nazwiskiem rozpoczyna teraz nowe życie, przydarza się jej nowa miłość (Kevin Anderson), co pomaga jej przezwyciężyć lęki i zahamowania. Ale Martin odkrywa mistyfikację i rusza na poszukiwanie Laury, z postanowieniem, że mu za to zapłaci. Zawsze mówił przecież, że jeśli pewnego dnia go zostawi, znajdzie ją i zabije.

## Obsada
- Julia Roberts jako Laura Williams Burney/Sara Waters
- Patrick Bergin jako Martin Burney
- Kevin Anderson jako Ben Woodward
- Elizabeth Lawrence jako Chloe Williams
- Harley Venton jako Garber
- Sandi Shackelford jako Edna
- Bonnie Johnson jako pani Neppert

## Produkcja
Zdjęcia do filmu kręcono w Abbeville i Clinton (Karolina Południowa) oraz w Kure Beach, Wrigthsville Beach i Wilmington (Karolina Północna). Okres zdjęciowy trwał od 2 kwietnia do 22 czerwca 1990 roku.

## Odbiór
Film Sypiając z wrogiem spotkał się z negatywną reakcją krytyków.  W serwisie Rotten Tomatoes, 24% z trzydziestu czterech recenzji filmu jest negatywne (średnia ocen wyniosła 4,4 na 10).

### Nagrody i nominacje
| Rok  | Miejsce             | Nagroda | Kategoria                    | Odbiorcy i nominowani | Wynik     |
| ---- | ------------------- | ------- | ---------------------------- | --------------------- | --------- |
| 1992 | Nagrody Saturn 1991 | Saturn  | Najlepszy horror             | Sypiając z wrogiem    | nominacja |
| 1992 | Nagrody Saturn 1991 | Saturn  | Najlepsza aktorka            | Julia Roberts         | nominacja |
| 1992 | Nagrody Saturn 1991 | Saturn  | Najlepszy aktor drugoplanowy | Patrick Bergin        | nominacja |
| 1992 | Nagrody Saturn 1991 | Saturn  | Najlepsza muzyka             | Jerry Goldsmith       | nominacja |